# Luc Alphand
Luc Alphand (Briançon, 6 agosto 1965) è un ex sciatore alpino e pilota automobilistico francese.
Specialista delle gare sciistiche veloci, vinse una Coppa del Mondo generale e quattro di specialità; ritiratosi dalle competizioni sciistiche nel 1998, passò all'automobilismo dove tra i suoi successi spicca il Rally Dakar 2006.

## Biografia
Originario di Serre Chevalier, è padre di Nils, Estelle e Sam, a loro volta sciatori alpini.

### Carriera sciistica

#### Stagioni 1982-1993
Alphand debuttò in campo internazionale in occasione dei Mondiali juniores di Auron 1982, giungendo 9º nella discesa libera; nell'edizione dell'anno seguente svoltasi a Sestriere si aggiudicò la medaglia d'oro nella stessa specialità e quella d'argento nella combinata. Ai Mondiali di Bormio 1985, sua prima presenza iridata, si piazzò 11º nella combinata e il 7 dicembre 1987 ottenne il suo primo risultato di rilievo in Coppa del Mondo a Val-d'Isère, piazzandosi 11º in discesa libera.
Ai XV Giochi olimpici invernali di Calgary 1988, sua prima presenza olimpica, si classificò 7º nel supergigante, 4º nella combinata e non completò la discesa libera. Il 15 dicembre 1990 salì per la prima volta sul podio in Coppa del Mondo con il 3º posto nella discesa libera disputata sulla Saslong in Val Gardena, nella gara vinta da Atle Skårdal davanti a Rob Boyd; nella stagione seguente ai XVI Giochi olimpici invernali di Albertville 1992 fu 12º nella discesa libera e 16º nel supergigante, mentre ai Mondiali di Morioka 1993 si classificò 4º nella discesa libera e 6º nella combinata.

#### Stagioni 1994-1996
Convocato per i XVII Giochi olimpici invernali di Lillehammer 1994, sua ultima presenza olimpica, si piazzò all'8º posto sia nella discesa libera sia nel supergigante. La stagione seguente in Coppa del Mondo iniziò con due successi consecutivi in discesa libera sulla prestigiosa Streif di Kitzbühel, le sue prime vittorie in carriera, che sommati al successo di Bormio nella medesima specialità e ad altri piazzamenti permisero allo sciatore francese di conquistare la sua prima Coppa del Mondo di discesa libera con 11 punti di vantaggio su Kristian Ghedina.
Fu al cancelletto di partenza anche ai Mondiali di Sierra Nevada 1996, dove ottenne la medaglia di bronzo nella discesa libera, dietro a Patrick Ortlieb e a Ghedina, e il 9º posto nel supergigante. In quella stessa stagione 1995-1996 bissò il successo nella Coppa del Mondo di discesa libera, con 170 punti di vantaggio su Günther Mader, vincendo tra l'altro la classica gara della Kandahar di Garmisch-Partenkirchen.

#### Stagioni 1997-1998
Nella stagione 1996-1997 Alphand raggiunse l'apice della carriera vincendo sia la Coppa del Mondo generale, con 34 punti di margine su Kjetil André Aamodt, sia due Coppe di specialità, quella di discesa libera (sopravanzando Ghedina di 79 punti) e quella di supergigante (con 18 punti in più di Josef Strobl). Tra le sue vittorie stagionali ci furono anche quelle nelle discese libere della Saslong in Val Gardena e, nuovamente, della Stelvio di Bormio, della Streif di Kitzbühel e della Kandahar di Garmisch-Partenkirchen: quest'ultimo successo, il 22 febbraio, fu anche l'ultimo podio di Alphand in Coppa del Mondo, circuito nel quale prese per l'ultima volta il via il 13 marzo a Vail in supergigante (9º). Nello stesso anno ai Mondiali di Sestriere, sua ultima presenza iridata, si classificò 12º nel supergigante e non completò la discesa libera.
Concluse l'attività agonistica il 19 marzo 1998 in occasione di una discesa libera FIS disputata a Serre Chevalier; nel 1998 partecipò anche a una competizione di chilometro lanciato in cui toccò i 227,129 km/h sulla pista olimpica di Les Arcs.

#### Bilancio della carriera
È stato uno dei più forti discesisti degli anni 1990, grazie anche a grandi doti da scivolatore, capace di primeggiare sui più celebri tracciati della Coppa del Mondo di sci alpino; Alphand diventò il primo atleta capace di vincere la Coppa del Mondo generale partecipando solo alle gare veloci

### Carriera automobilistica

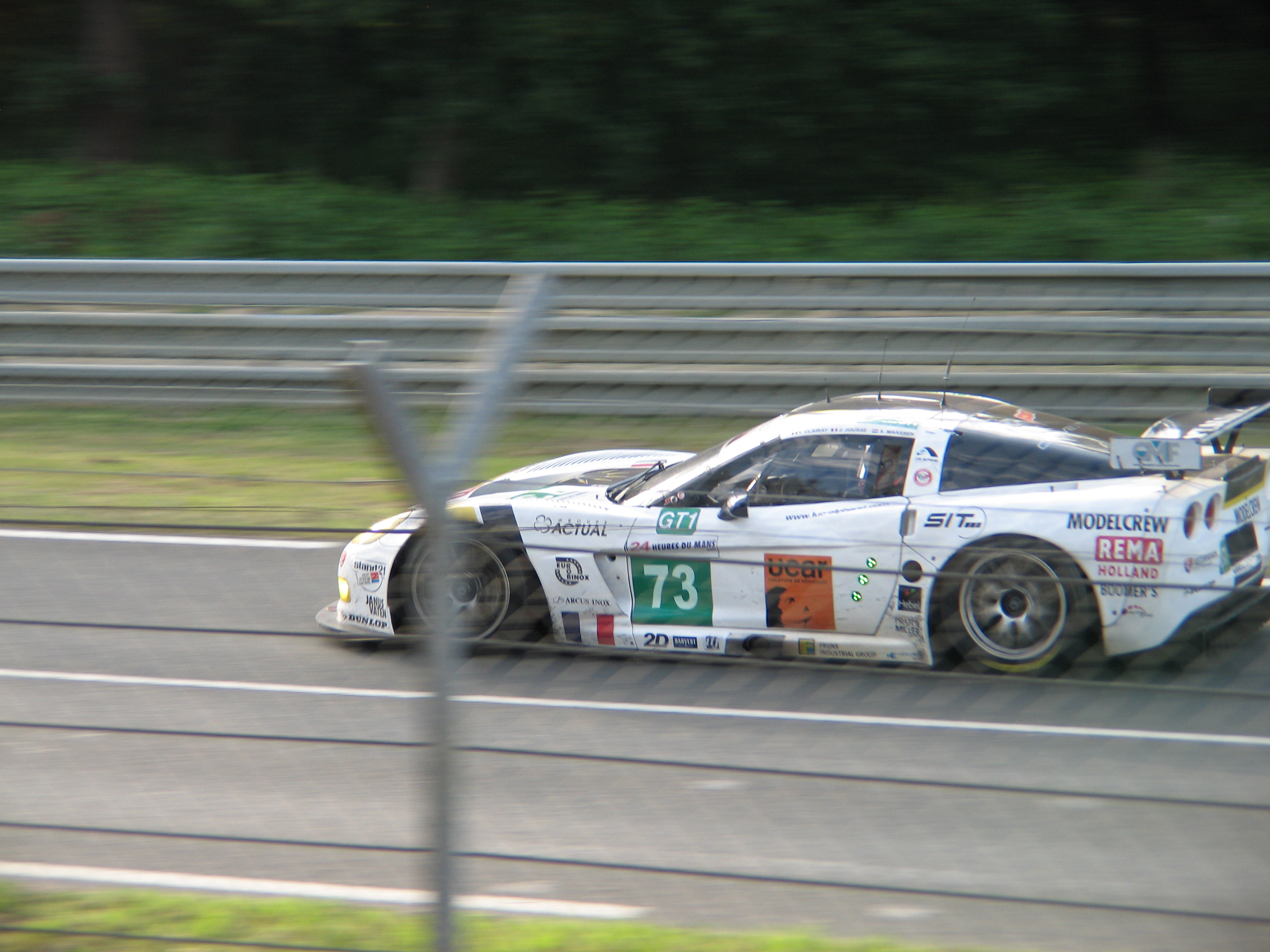
Alphand su Corvette alla 24 ore di Le Mans del 2009

Dopo il ritiro dalle gare di sci Alphand iniziò una carriera nell'automobilismo: Campionato FIA GT (2002), Nissan Micra Stars Cup (1997-1998), Le Mans Series (2001), Lamborghini Supertrophy (2002).
Partecipò a diverse Parigi-Dakar nella categoria automobili vincendo l'edizione 2006 con la Mitsubishi Pajero, con 17'53" di vantaggio su Giniel de Villiers (Volkswagen). Fu anche due volte secondo (nel 2005 e nel 2007, sempre dietro a Stéphane Peterhansel). Fondò anche una scuderia, la Luc Alphand Adventures, che partecipa al campionato Le Mans Series dal 2006 nella categoria GT1, e che trionfò due volte: nel 2008 e nel 2009. Alphand stesso si mise diverse volte alla guida dell'auto della scuderia.
Nel giugno 2009 la sua passione per i motori rischiò di essergli fatale: fu infatti vittima di un grave incidente in motocicletta a soli 200 metri dal traguardo finale di una gara alla quale stava partecipando; questo lo costrinse al ritiro dall'attività agonistica negli sport motoristici ormai alla soglia dei 45 anni.

### Altre attività
Nel gennaio 2010 Alphand, tornato a camminare dopo l'incidente dell'estate precedente, fu commentatore per la televisione di Stato francese per la Dakar 2010. A giugno 2010 si qualificò per la Transat Jacques Vabre, importante competizione velica che partì il 29 ottobre 2011.. Insieme al fratello Lionel aprì inoltre un birrificio artigianale a Vallouise, la "Brasserie L&L Alphand".

## Palmarès

### Sci alpino

#### Mondiali
- 1 medaglia:
  - 1 bronzo (discesa libera a Sierra Nevada 1996)

#### Mondiali juniores
- 2 medaglie:
  - 1 oro (discesa libera a Sestriere 1983)
  - 1 argento (combinata a Sestriere 1983)

#### Coppa del Mondo
- Vincitore della Coppa del Mondo nel 1997
- Vincitore della Coppa del Mondo di discesa libera nel 1995, nel 1996 e nel 1997
- Vincitore della Coppa del Mondo di supergigante nel 1997
- 23 podi (18 in discesa libera, 5 in supergigante):
  - 12 vittorie (10 in discesa libera, 2 in supergigante)
  - 7 secondi posti
  - 4 terzi posti

##### Coppa del Mondo - vittorie
| Data             | Località               | Paese       | Specialità |
| ---------------- | ---------------------- | ----------- | ---------- |
| 13 gennaio 1995  | Kitzbühel              | Austria     | DH         |
| 14 gennaio 1995  | Kitzbühel              | Austria     | DH         |
| 15 marzo 1995    | Bormio                 | Italia      | DH         |
| 1º dicembre 1995 | Vail                   | Stati Uniti | DH         |
| 9 dicembre 1995  | Val-d'Isère            | Francia     | DH         |
| 2 febbraio 1996  | Garmisch-Partenkirchen | Germania    | DH         |
| 20 dicembre 1996 | Val Gardena            | Italia      | DH         |
| 29 dicembre 1996 | Bormio                 | Italia      | DH         |
| 24 gennaio 1997  | Kitzbühel              | Austria     | DH         |
| 29 gennaio 1997  | Laax                   | Svizzera    | SG         |
| 21 febbraio 1997 | Garmisch-Partenkirchen | Germania    | SG         |
| 22 febbraio 1997 | Garmisch-Partenkirchen | Germania    | DH         |

Legenda:

DH = discesa libera

SG = supergigante

#### Campionati francesi
- 12 medaglie (dati parziali fino alla stagione 1994-1995):
  - 10 ori (discesa libera nel 1985[3]; discesa libera, combinata nel 1987[3]; supergigante nel 1988[3]; discesa libera nel 1989[3]; discesa libera nel 1990[3]; discesa libera nel 1994[3]; discesa libera nel 1995[3][11]; discesa libera nel 1996[3][11]; discesa libera nel 1997[3][11])
  - 2 bronzi (supergigante nel 1996[11]; discesa libera nel 1998[11])

### Automobilismo

#### Rally Dakar
- 1 vittoria (2006) e 2 secondi posti (2005 e 2007)

| Anno | Vettura                  | Risultato |
| ---- | ------------------------ | --------- |
| 1998 | Mitsubishi               | Rit.      |
| 1999 | Mitsubishi Pajero        | 16º       |
| 2000 | Schlesser Renault Kangoo | Rit.      |
| 2001 | Schlesser Renault Kangoo | Rit.      |
| 2002 | Mitsubishi Pajero        | 7º        |
| 2003 | BMW X5                   | 9º        |
| 2004 | BMW X5                   | 4º        |
| 2005 | Mitsubishi Pajero        | 2º        |
| 2006 | Mitsubishi Pajero        | 1º        |
| 2007 | Mitsubishi Pajero        | 2º        |

#### Rally di Tunisia
- 1 vittoria (2005)

#### Baja Portalegre 500
- 1 vittoria (2005)

#### Abu Dhabi Desert Challenge
- 1 vittoria (2006)

#### Estoril-Portimão-Marrakech
- 1 vittoria (2008)

#### 24 Ore di Le Mans
- Miglior risultato un 7º posto (2006)

| Anno | Vettura                   | Team                  | Equipaggio                             | Risultato |
| ---- | ------------------------- | --------------------- | -------------------------------------- | --------- |
| 2001 | Porsche 911 GT3-RS        | Luc Alphand Aventures | Michel Liggonet / Luis Marques         | 17º       |
| 2002 | Porsche 911 GT3-RS        | Luc Alphand Aventures | Christian Lavieille / Olivier Thévenin | 24º       |
| 2003 | Ferrari 550-GTS Maranello | Luc Alphand Aventures | Frédéric Dor / Jérôme Policand         | 21º       |
| 2004 | Porsche 911 GT3-RS        | Luc Alphand Aventures | Philippe Almeras / Christian Lavieille | 16º       |
| 2005 | Porsche 911 GT3-RS        | Luc Alphand Aventures | Christopher Campbell / Jérôme Policand | 18º       |
| 2006 | Chevrolet Corvette C5-R   | Luc Alphand Aventures | Patrice Goueslard / Jérôme Policand    | 7º        |
| 2007 | Chevrolet Corvette C6-R   | Luc Alphand Aventures | Patrice Goueslard / Jérôme Policand    | 12º       |
| 2008 | Chevrolet Corvette C6-R   | Luc Alphand Aventures | Guillaume Moreau / Jérôme Policand     | 17º       |